# Xã North Branch, Quận Wyoming, Pennsylvania
Xã North Branch (tiếng Anh: North Branch Township) là một xã thuộc quận Wyoming, tiểu bang Pennsylvania, Hoa Kỳ. Năm 2010, dân số của xã này là 206 người.